# John Billings
Pour les articles homonymes, voir Billings.
John Billings, né le 5 mars 1918, décédé le 1er avril 2007 est un médecin australien, inventeur de la méthode de planification familiale naturelle connue sous le nom de méthode Billings.

## Biographie
John Billings est né à Melbourne et a été scolarisé au Xavier College (en) et à l'université de Melbourne qui lui a délivré son diplôme de docteur en médecine.
Il a épousé Evelyn Livingston (8 février 1918 – 16 février 2013) en 1943, et ils ont eu neuf enfants. Il a servi comme médecin dans la Seconde force impériale australienne en Nouvelle-Guinée pendant la Seconde Guerre mondiale.
En 1947, Billings a reçu le Nuffield Fellowship pour des études de post-doctorat à Londres, où il s'est spécialisé en neurologie. À son retour en Australie, il a été nommé chef du département de neurologie à l'hôpital Saint-Vincent (en) de Melbourne, et doyen de l'Undergraduate Medical School within the Faculty of Medicine à l'université de Melbourne.
En 1953, lui et sa femme, le Dr Evelyn Billings, ont commencé à travailler à une méthode de planification familiale naturelle impliquant l'observation de l'évolution de la glaire cervicale. Le couple a fondé la World Organisation of the Ovulation Method Billings (en) (WOOMB) comme centre d'enseignement de la méthode dans le monde. Bien qu'il ait continué sa carrière comme consultant en neurologie à l'hôpital Saint-Vincent, lui et sa femme ont voyagé longuement chaque année dans de nombreux pays où ils ont formé des enseignants pour la méthode d'ovulation, exposé la méthode à des docteurs et des étudiants et créé des centres d'enseignement. Cette méthode expérimentée par les Billings est approuvée par l'Église catholique et utilisée par l'Organisation mondiale de la santé. C'était alors la seule méthode naturelle acceptée par le gouvernement chinois.

## Reconnaissance
En 1969, John Billings fut fait chevalier commandeur de l'ordre de Saint-Grégoire-le-Grand (KCSG) par le pape Paul VI. En 2003, le pape Jean-Paul II a ajouté une étoile à son titre de chevalier (KC*SG). En 2003, le Dr Evelyn Billings fut créée dame commandeur de l'ordre de Saint-Grégoire-le-Grand. John Billings était également membre de l'ordre d'Australie depuis 1991.

## Mort
Le Dr John Billings est mort le 1er avril 2007 à l'âge de 89 ans dans un centre de soin à Richmond. Sa veuve, le Dr Evelyn Billings est morte le 16 février 2013, à l'âge de 95 ans, après une brève maladie.